# الذئب الرمادي (قصة)
الذئب الرمادي هي حكاية خرافية للكاتب والشاعر الاسكتلندي جورج ماكدونالد، الذي وُلد عام 1824 في اسكتلندا وتُوفي عام 1905 في إنجلترا.

## الحبكة
تحكي الذئب الرمادي عن طالب إنجليزي كان في رحلة ليفاجأ بعاصفة تجبره على اللجوء إلى كهف. وبطريقة غير معهودة وبعد فترة قصيرة، تظهر له امرأة تعرض عليه بيت والدتها بوصفه مأوى أفضل ليقضي به الليلة. وما لبث الطالب إلا أن وافق على ذلك. وذات مرة وهو بذلك المنزل، لاحظ الطالب بعض السلوكيات والمواقف الغريبة، والتي كانت تزداد حدتها بعد أن ينام، وبعد ذلك فقد أيقظه ذئب من أحلامه مستعدًا للهجوم عليه. حاول الطالب بشتى الطرق الدفاع عن نفسه، واستطاع بالأخير أن يبعد الوحش عنه. ولكن في اليوم التالي اكتشف أنه في الحقيقة أن الذئب والمرأة التي أخذته إلى هذا المكان هما شخص واحد، حيث كانت امرأة- ذئب في آن واحد. وكان لديه طريقة واحدة للنجاة بنفسه من ذلك، حيث غادر المنزل واستكمل طريقه.